# Carmen Lynch
Carmen Lynch (17 de enero de 1972) es una cómica, actriz y escritora hispanoamericana que vive en la ciudad de Nueva York.

### Biografía
Carmen Dyanne Lynch, nacida en California, pasó parte de su infancia en España, donde su madre era enfermera y su padre un almirante estadounidense. A pesar de su predisposición por la biología y la química, se graduó en psicología en el College of William and Mary en Williamsburg, Virginia.
Al finalizar sus estudios, intenta el examen de ingreso al FBI, pero falla en el examen psicológico. Después, se trasladó a Nueva York para comenzar una carrera como actriz antes de embarcarse en el stand-up y la comedia.
Ha actuado en inglés y español en Estados Unidos y España.

### Trayectoria profesional
Ha aparecido en The Tonight Show de Jimmy Fallon, Conan, Inside Amy Schumer, Last Comic Standing, The Late Show with David Letterman, The Late Show with Stephen Colbert , @midnight y A Prairie Home Companion.
Lynch participó dos veces en Last Comic Standing de la NBC, y en ambas ocasiones llegó a las rondas finales. También, fue finalista en el Laughing Skull Comedy Festival. Asimismo, ha sido colaboradora en la revista satírica MAD.
Por otra parte, ha aparecido en programas de televisión como The Good Wife y películas como Amira & Sam (2014), Carmen (2017) y Wanda Sykes Presents Herlarious (2013).
Es cocreadora de la serie web de videos, Apt C3, con la cómica Liz Miele y el fotógrafo Chris Vongsawat.
Lynch ha hecho espectáculos para las tropas estadounidenses en Irak y en Kuwait. En 2017, su número de comedia y su álbum, Dance Like You Don't Need the Money, fue propuesto por The New York Times como "uno de los cinco imprescindibles" y fue votado como el álbum de comedia número 1 del año por SiriusXM .